# トゥイドゥク県
トゥイドゥク県（トゥイドゥクけん、ベトナム語：Huyện Tuy Đức?）は、ベトナム社会主義共和国ダクノン省の県。面積は1,119.25 km²、人口は52,303人（2019年）である。

## 行政区画
6社から構成されている。